# Thrawn Ascendancy
Thrawn Ascendancy, también conocida como Thrawn: The Ascendancy Trilogy o simplemente The Ascendancy Trilogy (en español, Thrawn Ascendencia), es una serie de trilogía de novelas de Star Wars escritas por Timothy Zahn. Los libros Chaos Rising (2020), Greater Good (2021) y Lesser Evil (2021), siguen al personaje Thrawn mientras asciende en las filas de la Flota de Defensa Expansionaria Chiss mientras se gesta la guerra entre las diversas familias Chiss en las Regiones Desconocidas.
La trilogía es una precuela de las hazañas de Thrawn vistas en la trilogía Thrawn (2017) y la serie de televisión Star Wars Rebels (2014-2018). Según la línea de tiempo de los libros, los eventos en Thrawn Ascendancy ocurren después de la película de 2002 Attack of the Clones, antes de los eventos de la novela Dark Disciple: A Clone Wars Novel de 2015 y la película de 2005 Revenge of the Sith.

## Configuración
Thrawn Ascendancy tiene lugar en el territorio de la Ascendencia Chiss, una autocracia oligárquica que reside en lo profundo de las Regiones Desconocidas de la galaxia. El sistema está encabezado por las nueve familias gobernantes: Boadil, Chaf, Clarr, Dasklo, Irizi, Mitth, Obbic, Plikh y Ufsa y está supervisado por un organismo gobernante llamado Syndicure.
Debido a sus sistemas de creencias fuertemente aislacionistas, la Ascendencia no estuvo involucrada en ningún asunto externo y mantuvo su presencia oculta al resto de la galaxia, excepto en los cuentos de hadas escuchados de los habitantes del Borde Exterior. Su atención se centra principalmente en la investigación y la exploración en lugar de la expansión en el Imperio Galáctico, pero el eventual ascenso de Thrawn al poder en el Imperio fue en contra de sus deseos principales.
La Flota de Defensa Expansionaria Chiss compone la flota militar de la Ascendencia y supervisó el ascenso de las fuerzas Grysk como enemigas de la Ascendencia.

## Novelas

### Chaos Rising(2020)
La primera novela Chaos Rising (en español, El caos crece) explora la historia de fondo de Thrawn y su compañero Ar'alani en la actualidad, varios años después de las Guerras Clon, donde Thrawn, una figura controvertida de la Ascendencia, tiene la tarea de rastrear una amenaza del Destino Nikardun liderado por Yiv el Benevolente.

### Greater Good(2021)
La segunda novela Greater Good (en español, Bien Común) tiene lugar varios meses después de Chaos Rising y ve a la flota de Thrawn continuar rastreando la amenaza Nikardun cuando una figura misteriosa llamada Magys busca su ayuda para salvar su planeta de la extinción. La expedición resultante lleva a Thrawn, Ar'alani y sus compatriotas a descubrir una nueva amenaza que se ha ido gestando silenciosamente. Los flashbacks muestran a Haplif, un espía Agbui, infiltrándose en la sociedad Chiss en nombre de Jixtus (que finalmente se revela como un Grysk) para sembrar discordia entre las familias Mitth e Irizi.

### Lesser Evil(2021)
La novela final, Lesser Evil (en español, Mal Menor), sigue a Thrawn explorando la leyenda del Starflash, un arma mítica de la antigua historia Chiss, y teniendo que tomar una decisión difícil en su búsqueda por la salvación de la Ascendencia mientras las mareas de guerra continúan creciendo dentro y fuera de la Ascendencia.

## Recepción
Gizmodo dijo sobre Chaos Rising : "[es] un libro de Star Wars muy diferente a todo lo que hemos experimentado hasta ahora en los últimos seis años, en aspectos buenos y malos", calificando el mundo como "fascinantemente desarrollado" y la novela. una "delicia en la que vale la pena hincarle el diente, aunque a veces puede resultar demasiado rica para su propio bien". Star Wars News Net afirmó que la novela "te hará mirar a Thrawn bajo una luz completamente nueva... Mi fe en Star Wars se siente muy fuerte después de terminar Chaos Rising".
Chaos Rising debutó en el puesto 9 en la lista de los más vendidos del New York Times en ficción de tapa dura en la semana del 20 de septiembre de 2020. Greater Good debutó en el número 10 durante la semana del 16 de mayo de 2021.